# 3 Molinos Resort
El 3 Molinos Resort va ser un equip ciclista professional espanyol que competí el 2006. L'equip va tenir la categoria d'equip professional continental per la qual cosa participava en les curses dels Circuits continentals.

## Principals triomfs
- Clàssica d'Alcobendas: Jan Hruška (2006)

## Classificacions UCI
L'equip participa en les proves dels circuits continentals, en particular de l'UCI Europa Tour.
UCI Europa Tour
| Temporada | Classificació per equips | Millor ciclista en la classificació individual |
| --------- | ------------------------ | ---------------------------------------------- |
| 2006      | 30è                      | Jesús del Nero (72è)                           |